# Iosif Nagy (delegat)
Iosif Nagy (n. secolul al XIX-lea, Pălatca, România – d. secolul al XX-lea) a fost un deputat în Marea Adunare Națională de la Alba Iulia, organismul legislativ reprezentativ al „tuturor românilor din Transilvania, Banat și Țara Ungurească”, cel care a adoptat hotărârea privind Unirea Transilvaniei cu România, la 1 decembrie 1918.

## Activitatea politică
Iosif Nagy, originar din Pălatca, comitatul Cluj, a fost ales de către Consiliul Național Român din Pălatca ca delegat supleant la Marea Unire de la Alba Iulia de la 1 decembrie 1918, pentru a reprezenta Cercul electoral Cojocna.